# Vladimir Drinfel'd
Vladimir Geršonovič Drinfel'd (in russo Владимир Гершонович Дринфельд?; Kharkov, 4 febbraio 1954) è un matematico ex sovietico e, successivamente, ucraino.
Dal 1999 insegna nel dipartimento di matematica dell'Università di Chicago.
È noto per il suo lavoro nell'ambito della teoria dei gruppi quantici e per i suoi studi di geometria algebrica sui campi finiti nell'ambito della teoria dei numeri, in particolare per quanto concerne le forme automorfe e la corrispondenza geometrica di Langlands.
Drinfel'd introdusse la nozione di «gruppo quantico» – scoperta indipendentemente nello stesso tempo anche da Michio Jimbo – e apportò importanti contributi alla fisica matematica, in particolare attraverso lo studio della costruzione ADHM degli istantoni, il formalismo algebrico del metodo di scattering inverso quantistico e la cosiddetta Riduzione di Drinfeld–Sokolov nella teoria dei solitoni.
Fu insignito della medaglia Fields nel 1990 e, nel 2016, fu ammesso nell'Accademia statunitense delle Scienze.
Nel 2018, infine, gli fu conferito a Gerusalemme il Premio Wolf per la matematica.

## Biografia
Figlio del matematico Geršon Ichelevič Drimfel'd e della filologa Frida Iosifovna Luckoj-Lutvak, entrambi ebrei russi, rappresentò a quindici anni nel 1969 l'Unione Sovietica alle olimpiadi internazionali della matematica di Bucarest (Romania) aggiudicandosi la medaglia d'oro con il massimo punteggio di 40 punti.
Si laureò nel 1978 in matematica all'Università statale di Mosca e discusse la tesi di dottorato con il connazionale Jurij Manin.
Gli fu negata la possibilità di lavorare a Mosca, ufficialmente per il divieto di assumere impieghi in luoghi diversi da quello di residenza, sebbene ufficiosamente, nella sua autobiografia, attribuì la ragione del suo rifiuto all'antisemitismo dell'apparato burocratico sovietico.
Nel 1981 ottenne un incarico a Kharkov come ricercatore all'istituto di fisica delle basse temperature dell'Accademia nazionale delle scienze dell'Ucraina.
Conseguì il dottorato di ricerca nel 1988 presso l'Istituto di matematica Steklov di Mosca e nel 1992 fu integrato come membro dell'istituzione ucraina in cui già insegnava.

## Contributi matematici
Nel 1974 Drinfeld annunciò di aver scoperto una dimostrazione delle congetture di Langlands per il gruppo generale lineare GL2 su campi globali di caratteristica positiva. Nella dimostrazione delle congetture Drinfeld introdusse una nuova classe di oggetti che chiamò "Moduli Ellittici", successivamente noti come moduli di Drinfeld. Più tardi, nel 1983, Drinfeld pubblicò un breve articolo in cui estendeva l'applicabilità delle congetture di Langlands. Allorché furono pubblicate nel 1967, le congetture di Langlands rappresentavano una sorta di teoria dei campi non abeliani; Drinfeld postulò dunque l'esistenza di una corrispondenza naturale uno a uno tra rappresentazioni di Galois e alcune forme automorfe. La "naturalità" della corrispondenza è garantita dalla coincidenza delle funzioni L per i due gruppi. Drinfeld fece notare che, al posto di forme automorfe, si possono considerare fasci perversi automorfi o D-moduli automorfi. L'automorficità di questi moduli e la corrispondenza di Langlands possono essere quindi capite in termini dell'azione degli operatori di Hecke.
Negli anni successivi Drinfeld spostò i suoi interessi verso la fisica matematica. In collaborazione con il suo supervisore di dottorato Yuri Manin, costruì lo spazio modulare degli istantoni di Yang-Mills, un risultato ottenuto indipendentemente da Michael Atiyah e Nigel Hitchin. Nel 1986, nel corso del Congresso internazionale dei matematici tenuto a Berkeley, Drinfeld coniò il termine quantum group ("gruppo quantico"), in riferimento ad algebre di Hopf, che rappresentano deformazioni di algebre di Lie semplici; queste analisi si ricollegavano ai suoi studi sulle equazioni di Yang-Baxter e a problemi di risolvibilità di modelli di meccanica statistica. Generalizzò poi le algebre di Hopf alle algebre quasi-Hopf e introdusse lo studio del cosiddetto twist di Drinfeld, utilizzato per fattorizzare la matrice R corrispondente alla soluzione dell'equazione di Yang-Baxter associata con un'algebra di Hopf quasi triangolare.
Drinfeld collaborò anche con Aleksandr Bejlinson per rifondare la teoria dell'algebra degli operatori di vertice, divenuta via via più importante per le teorie di campo conformi, per la teoria delle stringhe e per il programma Langlands geometrico. I loro risultati, dopo essere circolati per anni in forma provvisoria di manoscritto, sono apparsi in una forma definitiva nel 2004 nel loro autorevole libro intitolato Chiral Algebras.

## Opere
- Aleksandr Bejlinson e Vladimir_Drinfel'd, Chiral Algebras, Providence, American Mathematical Society, 2004, ISBN 0-8218-3528-9.

## Letteratura di riferimento
- (EN) Vladimir Ginzburg, Preface to the special volume of "Transformation Groups", vol. 10, Birkhäuser, 2005,  pp. 277-78, DOI:10.1007/s00031-005-0400-6.
- (EN) Jurij Manin, On the Mathematical Work of Vladimir Drinfeld, su International Congress of Mathematicians Bejing, August 20-28, 2002, icm2002.org.cn, Chinese Mathematical Society (archiviato dall'url originale il 27 novembre 2004).